# Flughafen Ørsta-Volda, Hovden

i8
i11
i13
Der Flughafen Ørsta-Volda, Hovden (norwegisch Ørsta-Volda lufthamn, Hovden, IATA-Code: HOV, ICAO-Code: ENOV) ist ein westnorwegischer Flughafen. Er liegt an der Atlantikküste der Provinz Møre og Romsdal, jeweils rund vier Kilometer südwestlich der Stadt Ørsta und nördlich der Stadt Volda. Betreiber des Flughafens ist das norwegische Staatsunternehmen Avinor.

## Fluggesellschaften und Ziele
Der Flughafen Ørsta-Volda wird nur von der norwegischen Regionalfluggesellschaft Widerøe angeflogen (Stand September 2013).
Direkte Linienflugverbindungen gibt es nach Bergen, Florø, Oslo und Sogndal.

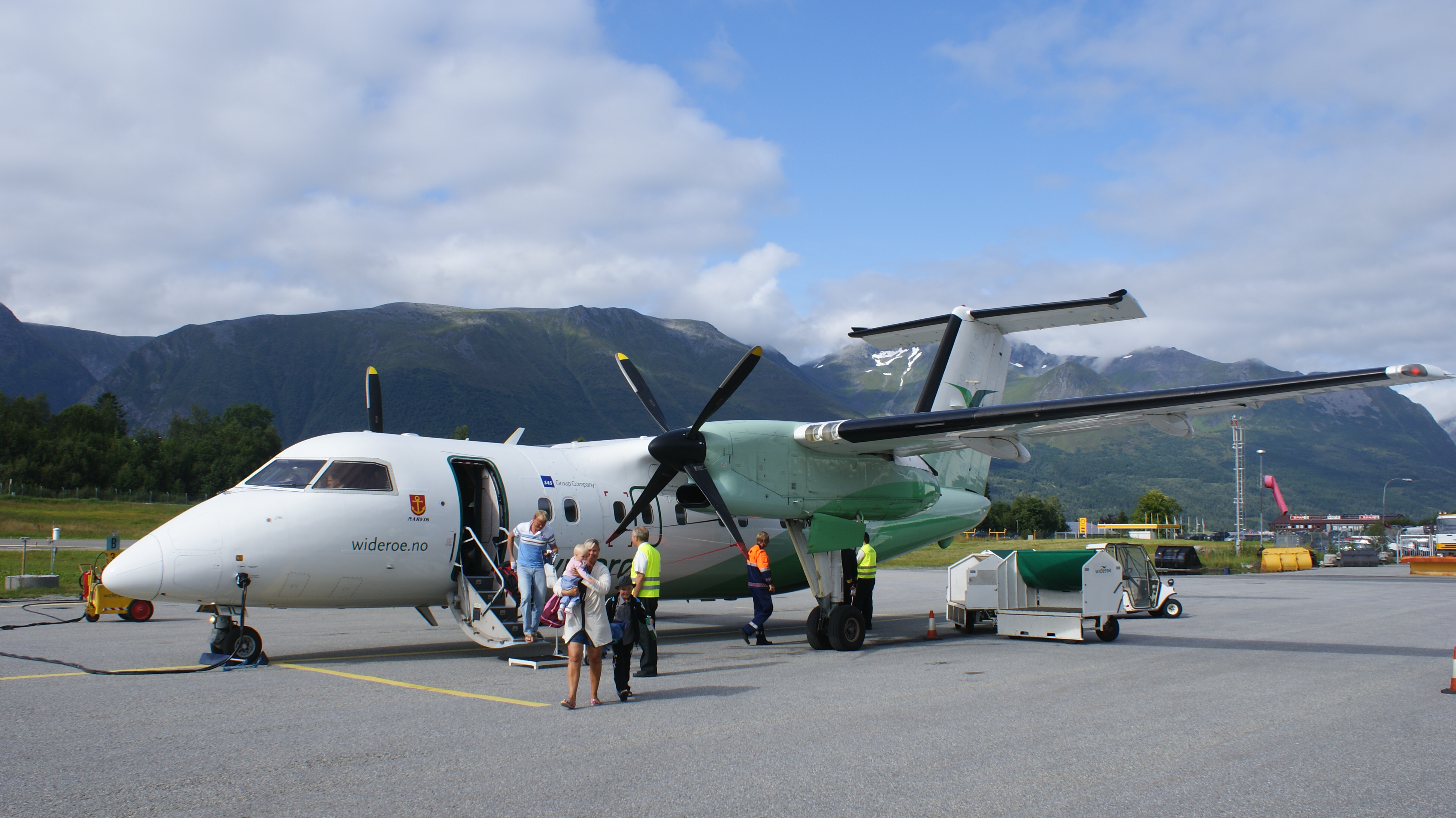
De Havilland Canada DHC-8 der Fluggesellschaft Widerøe auf dem Flughafen Ørsta-Volda